# Сильна рівність Кліні
Сильна рівність Кліні, узагальнена рівність ({\displaystyle \simeq }) - оператор рівності визначений на часткових функціях.
Нехай {\displaystyle a(\mathbf {x} ),\,b(\mathbf {x} )} - дві функції від аргументів {\displaystyle \mathbf {x} =(x_{1},x_{2},\ldots ,x_{n})}. Тоді запис {\displaystyle a(\mathbf {x} )\simeq b(\mathbf {x} )}, означає що {\displaystyle a(\mathbf {x} ),\,b(\mathbf {x} )}:
1. або одночасно визначені і {\displaystyle a(\mathbf {x} )=b(\mathbf {x} )}
2. або обидві невизначені.

Для довільного числа y запис {\displaystyle f(x)\simeq y} означає, що f визначена для x і дорівнює y.

## Зноски
1. ↑  Поляков Сергій Анатолійович - Композиційна семантика ядра SQL-подібних мов
2. ↑  Богатирьова Юлія Олександрівна - ТЕОРІЯ МУЛЬТИМНОЖИН ТА ЇЇ ЗАСТОСУВАННЯ
3. ↑  Буй Д.Б. Теоретико-множинні основи табличних баз даних / Д.Б. Буй, Н.Д. Кахута, В.Н. Редько, Л.М. Сільвейструк. – Київ: 2015. – 159 с.
4. ↑  Cutland, 1980, с. 3.